# Helmut Thumm
Helmut Thumm (25 de agosto de 1895 - 13 de julio de 1977) fue un general alemán durante la II Guerra Mundial. Después de sacar a adolescentes de las Juventudes Hitlerianas de la línea de frente, contradiciendo órdenes superiores, fue relevado de su mando del LXIV Cuerpo de Ejército el 20 de enero de 1945. Thumm murió en 1977 en Welzheim.

## Condecoraciones
- Cruz de Hierro (1914) 2ª Clase (26 de agosto de 1915) & 1ª Clase (3 de julio de 1918)[1]
- Broche de la Cruz de Hierro (1939) 2ª Clase (3 de junio de 1940) & 1ª Clase (13 de junio de 1940)[1]
- Cruz de Caballero de la Cruz de Hierro con Hojas de Roble
  - Cruz de Caballero el 30 de junio de 1941 como Oberstleutnant y comandante del Regimiento de Infantería 56[2]
  - 166ª Hojas de Roble el 23 de diciembre de 1942 como Oberst y comandante del Regimiento Jäger 56[3]